# Roseanne Barr
Roseanne Barr   (Salt Lake City, 3 de novembre de 1952) Roseanne Cherrie Barr és una actriu, còmica, escriptora i productora de televisió nord-americana. L'any 2012 va ser la candidata presidencial del partit Peace and Freedom amb seu a Califòrnia. Barr va començar la seva carrera en espectacles còmics en directe a diversos clubs abans de ser reconeguda pel seu paper en la sitcom Roseanne. La sèrie va durar nou temporades, des del 1988 al 1997. Va guanyar un Emmy i un Globus d'Or a la millor actriu per aquest paper. L'any 2017 va anunciar-se el rodatge d'un nou episodi que s'emetrà l'any 2018. Barr havia creat un personatge d'una "ferotge deessa obrera domèstica" durant els vuit anys anteriors a la sitcom i volia presentar una sèrie realista sobre una mare forta que no fos víctima del consumisme patriarcal.
Barr era la filla més gran d'una família treballadora jueva de Salt Lake City, neta d'immigrants d'Europa i Rússia; també freqüentava l'Església de Jesucrist dels Sants dels Darrers Dies. L'any 1974 es va casar amb Bill Pentland, amb qui va tenir tres fills abans de divorciar-se'n l'any 1990 i casar-se de nou amb Tom Arnold. Aquest mateix any va generar controvèrsia en interpretar l'himne nacional "The Star-Spangled Banner" fora de to, agafant-se l'entrecuix i escopint en un partit de beisbol emès en directe.
Després que la sèrie acabés va crear el seu propi programa d'entrevistes, The Roseanne Show, que va emetres del 1998 al 2000. L'any 2005 va retornar a la comèdia en directe en una gira mundial. L'any 2011 va aparèixer en un document inèdit emès entre juliol i setembre d'aquell any sobre la seva vida en una granja hawaiana, Roseanne's Nuts.
A principis de 2012 Barr va anunciar la seva candidatura com a presidenta del Green Party però va perdre davant de Jill Stein. Aleshores va intentar optar per la presidència del Peace and Freedom Party i la va guanyar el 4 d'agost de 2012. Barr va acumular 61971 vots a les eleccions generals, quedant en sisena posició.

## Biografia

### Infància i joventut
Barr va néixer a Salt Lake City en el si d'una família jueva de classe treballadora. És la filla més gran de quatre de Helen (Davies de soltera), comptable i caixera, i Jerome Hershel "Jerry" Barr, comercial. La família del seu pare eren jueus immigrats des de Rússia, i els seus avis materns eren jueus immigrats des d'Àustria-Hongria i Lituània. El seu avi patern va canviar-se el cognom de "Borisofsky" a "Barr" després d'arribar als Estats Units.
Va ser educada en el judaisme per part de la seva àvia materna, jueva ortodoxa. Els pares de Barr van mantenir la seva herència jueva dels veïns i van estar parcialment vinculats a l'Església de Jesucrist dels Sants dels Sants dels Darrers Dies. Barr ha afirmat, "divendres, dissabte i diumenge al matí era jueva; diumenge a la tarda, el vespre de dimarts i dimecres a la tarda érem mormons". Quan Barr tenia tres anys 
Quan Barr tenia tres anys va quedar afectada per paràlisi de Bell a la banda esquerra de la cara. Barr va afirmar, "la meva mare va trucar a un rabí perquè pregués per mi, però no va passar res. Llavors la meva mare va contactar amb un predicador mormó, ell va resar, i em vaig curar miraculosament". Anys després Barr va saber que la paràlisi de Bell era temporal i el predicador mormó tan sols va arribar en el moment adequat. Quan tenia sis anys, Barr va trepitjar el seu primer escenari llegint a les esglésies mormones de Utah i més endavant va ser elegida presidenta d'un grup de joves mormons.
Als 16 anys Barr va ser víctima d'un atropellament que li va causar una lesió cerebral traumàtica. A causa d'això, el seu comportament va canviar radicalment i va haver de ser ingressada durant vuit mesos al Utah State Hospital. Mentre estava ingressada va tenir un fill, el qual va donar en adopció i amb qui es va retrobar més endavant.
L'any 1970, quan tenia 18 anys, va marxar de casa amb l'excusa d'anar a visitar un amic a Colorado durant dues setmanes, però mai va tornar.

### Vida personal
El 4 de febrer de 1974 Barr va casar-se amb Bill Pentland, un treballador de motel que va conèixer a Colorado i amb qui va tenir tres fills: Jessica, Jennifer i Jake. Pentland i Barr van divorciar-se el 16 de gener de 1990. Quatre dies després, el 20 de gener de 1990, Barr va casar-se amb el còmic Tom Arnold i va passar a anomenar-se Roseanne Arnold durant el matrimoni. Barr havia conegut Arnold l'any 1983 a Minneapolis, on ell va fer de teloner de l'espectacle de Barr. L'any 1988 Arnold va començar a treballar a la sitcom Roseanne com a guionista.
Barr té una germana lesbiana, Geraldine, i un germà gai, Ben, a partir dels quals es va inspirar a l'hora d'introduir personatges homosexuals a la seva sèrie. Barr s'ha pronunciat a favor del matrimoni homosexual. Alhora, Geraldine va ser la mànager de Roseanne en les seves gires en directe i al principi de la sticom. Geraldine va criticar a Arnold per intentar dominar Roseanne "en benefici propi". Després de ser acomiadada per Roseanne, Geraldine va presentar una demanda per incompliment de contracte davant del Tribunal Superior del comtat de Los Angeles per un valor de 70,3 milions de dòlars. Geraldine va afirmar que Roseanne li havia promès la meitat dels guanys de la sèrie Roseanne per la seva contribució en la construcció de la "deessa domèstica" l'any 1981, i treballant com a "guionista, planificadora, contable i confident". Com que havien passat més de sis mesos de la data d'expiració, es va desestimar.
En una entrevista l'any 1991 a la revista People, Barr va descriure's a ella mateixa com una "supervivent de l'incest", acusant als seus pares d'abús físic i sexual, cosa que Geraldine va negar públicament. Melvin Belli, l'advocat dels seus pares, va afirmar que ells s'havien sotmès a un detector de mentides superant el test amb un èxit irrefutable. Barr fins i tot va participar en un grup de teràpia per a víctimes d'incest, un fet que, segons ella, els seus pares coneixien però negaven. El 14 de febrer de 2011 Roseanne i Geraldine van aparèixer al programa d'Oprah Winfrey i ella va admetre que la paraula "incest" potser no havia estat la més adequada i que hauria d'haver esperat a superar la teràpia abans de revelar el "moment més fosc" de la seva vida. Va dir a Oprah, "estava en una relació molt infeliç i em van receptar diversos medicaments psiquiàtrics... lluitar amb el fet de tenir alguna malaltia mental... em va fer perdre el contacte total amb la realitat... no sabia quina era la veritat... només volia fer mal a la meva família". Va afegir que no tot va ser inventat: "Ningú acusa els seus pares d'abusos sense justificació". Geraldine va dir que feia 12 anys que no hi parlaven, però recentment s'havien reconciliat.
Barr va signar el divorci amb Tom Arnold el 18 d'abril de 1994 davant Tribunal Superior del comtat de Los Angeles per diferències irreconciliables. Els esforços per tenir fills no havien tingut èxit. El 14 de febrer de 1995, Barr va casar-se amb Ben Thomas, el seu guardaespatlles, al Caesars Tahoe i amb convit al Planet Hollywood. El novembre de 1994 va quedar-se embarassada a través de fecundació in vitro i va tenir un fill anomenat Buck. La parella va durar fins a l'any 2002.
A mitjans dels 90 Barr va sotmetre's a diverses intervencions de cirurgia estètica, com ara reducció de pit, abdominoplàstia, cirurgia nasal, i un bypass gàstric.
L'any 2002 Barr va conèixer a Johnny Argent online després d'organitzar un concurs d'escriptura al seu blog i van començar a trobar-se l'any 2003, després d'un any de contacte telefònic. Actualment viuen en una granja de nous de macadàmia de 46 acres a l'illa de Hawaii que Barr va comprar l'any 2007 per 1,78 milions de dòlars. Barr ha estudiat la Càbala al Kabbalah Centre i fa comentaris habitualment sobre la disciplina.
L'any 2015 va revelar haver estat diagnosticada de degeneració macular i glaucoma, cosa que li farà perdre la vista de forma gradual amb la possibilitat d'arribar a quedar cega; consumeix marihuana per rebaixar la pressió intraocular, un síntoma definitori d'aquestes malalties.

## Carrera

### Comèdia en directe: 1980–1986
Quan vivia a Colorado, Barr va realitzar gires en directe a diversos clubs de Denver i d'altres pobles de la zona. Més tard va actuar a The Comedy Store de Los Angeles i va aparèixar a The Tonight Show l'any 1985. L'any 1986 va actuar a Late Night with David Letterman i l'any següent va tenir el seu propi especial a HBO anomenat The Roseanne Barr Show pel qual va ser premiada amb un American Comedy Award a la intèrpret femenina més divertida en un especial de televisió. També li van oferir el paper de Peg Bundy a Married... with Children, però el va rebutjar. Va popularitzar la frase "deessa domèstica" en el seu dia a dia, en refèrencia a les mestresses de casa. Gràcies a l'èxit assolit va obtenir la seva pròpia sèrie a ABC, anomenada Roseanne.

### La sitcomRoseanne, pel·lícules, llibres, i programa: 1987-2004
L'any 1987 els productors executius de The Cosby Show Marcy Carsey i Tom Werner buscaven una "comèdia sobre una família poc afavorida" per a la televisió. Van contractar el guionista Matt Williams per escriure un guió sobre treballadors d'una fàbrica i a Barr per interpretar Roseanne Conner. La sèrie va estrenar-se el 18 d'octubre de 1988 amb una audiència de 21.4 llars, representat el debut amb més audiència de la temporada.
Barr es va indignar en veure que en els crèdits del primer episodi de Roseanne Williams hi apareixia com a creador. Va explicar a Tanner Stransky de l'Entertainment Weekly, "Hem construït la sèrie entorn la meva vida actual i els meus fills. La "deessa domèstica", tot el paquet". En la mateixa entrevista, Werner va dir, "No crec que Roseanne, avui dia, entengui que això és ho legisla el gremi d'escriptors, i és una part amb què ha de comptar cada programa. Ells són els àrbitres finals". Durant la primera temporada Barr va buscar un major control creatiu sobre l'espectacle, oposant-se a l'autoritat de Williams. Barr es va negar a dir certes frases i a vegades abandonava el plató. També va amenaçar en deixar la sèrie si Williams no se n'anava. La cadena ABC va fer fora a Williams després del tretzè episodi.
Roseanne es va emetre durant nou temporades, des de 1988 a 1997. Barr va guanyar un Emmy, un Globus d'Or, un Kids Choice Award i tres American Comedy Awards pel seu paper a la sèrie. Per les dues últimes temporades, Barr va ingressar 40 milions de dòlars, essent la segona dona més ben pagada en el món de l'espectacle després d'Oprah Winfrey.
Barbara Ehrenreich va definir a Barr com una portaveu de la classe treballadora que representava "la desesperada classe baixa de sexe femení: vestides de polièster, ocupants amb sobrepès del carril lent, cambreres de fast-food, treballadores de fàbrica, mestresses de casa, membres de l'armada invisible del coll rosa; les menyspreades, les desmamades, les mal pagades", però un gran exemple d'"el tipus de populisme militant que els Demòcrates, en la gran majoria, no sap acabar d'entendre". Barr es nega a usar el terme "coll blau", ja que emmascara la qüestió de classe.
Durant l'última temporada de Roseanne, Barr va començar a negociar amb Carsey-Werner Productions i els executius d'ABC la continuïtat del seu personatge en un spin-off. Tanmateix, després de negociacions fallides amb ABC, i més tard amb CBS i Fox, Carsey-Werner i Barr van decidir no continuar.
Barr va ser la primera en contractar els guionistes Amy Sherman-Palladino i Joss Whedon a Roseanne. Va publicar la seva autobiografia l'any 1989, titulada Roseanne—My Life As a Woman. Aquell mateix any va debutar al cinema a La diablessa, interpretant a Ruth. El crític de cinema Roger Ebert va fer-li una crítica positiva dient, "Barr podria haver fet una comèdia fàcil, previsible i estúpida durant els darrers últims anys. En lloc d'això, va provar sort amb un projecte ambiciós - una pel·lícula de veritat. Val la pena, Barr demostra que hi ha un substrat amagat darrere el seu personatge televisiu, un nucli de sentiments humans identificables com ara la gelosia i l'orgull, i proporcionen una base sòlida per a la seva actuació còmica".
L'any 1991 va posar veu al bebè Julie a Mira qui parla, també. Va ser nominada pel Golden Raspberry Award com a pitjor actriu de repartiment. Va aparèixer tres vegades al Saturday Night Live entre 1991 i 1994, i al costat del seu marit Tom Arnold l'any 1992. L'any 1994 va publicar el seu segon llibre, My Lives. Aquell mateix any Barr va ser la primera còmica a presentar els premis MTV Video Music Awards. Va ser l'única dona a tenir aquest mèrit fins que Chelsea Handler va presentar-los l'any 2010. L'any 1997 va fer aparicions especials a 3rd Rock from the Sun i The Nanny.
L'any 1998, va interpretar a la bruixa de l'oest en una producció d'El mag d'Oz al Madison Square Garden. Aquell mateix any, Barr va estrenar el seu propi programa d'entrevistes, The Roseanne Show, que es va emetre durant dos anys abans que es cancel·lés l'any 2000. A l'estiu de 2003 va fer de presentadora i cuinera d'un programa de cuina anomenat Domestic Goddess i va participar en un reality The Real Roseanne Show sobre conduir un programa de cuina. Tot i que s'havien planificat uns 13 episodis, es va haver d'aturar el projecte per una histerectomia de Barr. L'any 2004 va posar veu a Maggie, un dels principals personatges de la sèrie d'animació Home on the Range.

### Retorn al directe, aparicions a la televisió, i ràdio: 2005–2010
L'any 2005 va retornar a la comèdia en directe amb una gira mundial. El febrer de 2006 va actuar per primera vegada a Europa al Leicester Comedy Festival (Regne Unit), actuant al local De Montfort Hall. Aquell mateix mes també va publicar el seu primer DVD adreçat a infants, Rockin' with Roseanne: Calling All Kids. El retorn de Roseanne als escentaris va culminar amb un especial d'HBO titulat Roseanne Barr: Blonde N Bitchin', emès el 4 de novembre de 2006 a la mateixa cadena. Dues nits abans Roseanne havia tornat a l'horari de màxima audiència en una aparició puntual en l'anunci de la sèrie My name is Earl de la cadena NBC, interpretant a la propietària d'un parc de caravanes. L'abril de 2007, Barr va presentar la tercera temporada de The Search for the Funniest Mom in America a Nick at Nite.
El març de 2008 va encapçalar un acte al Sahara Hotel and Casino de Las Vegas Strip. De 2009 a 2010, va presentar un programa de ràdio de contingut polític a la cadena KPFK. Des de 2008 presenta un programa setmanal juntament amb la seva parella Johnny Argent a la cadena KCAA de Los Angeles anomenat "The Roseanne and Johnny Show". El 23 de març de 2009 es va anunciar el retorn de Barr amb una nova sèrie en horari de màxima audiència, on una vegada més interpretaria la matriarca. S'havia escollit Jim Vallely d'Arrested Development com a guionista, però al cap de poc temps Barr va anunciar a través de la seva web que s'havia cancel·lat el projecte.
El 15 d'abril de 2009 Barr va aparèixer a les escenes d'obertura de la segona edició dels Bravo Annual A-List Awards, on interpretava a la fada de Kathy Griffin concedint-li el seu desig de ser a l'A-List per una nit. El febrer de 2010 va encapçalar la inauguració del Traverse City Comedy Arts Festival, un projecte del Traverse City Film Festival fundat pel cineasta Michael Moore. L'any 2010, Barr va aparèixer al documental sobre la comèdia en directe I Am Comic de Jordan Brady.

### Telerealitat, tercer llibre, pilot de la sitcom, política, Comedy Central Roast i recuperació de Roseanne: 2011- present
Barr va publicar el seu tercer llibre l'any 2011, titulat Roseannearchy: Dispatches from the Nut Farm. Aquest mateix any va aparèixer en l'anunci de Snickers de la XLV Superbowl amb l'humorista Richard Lewis. Va ser l'anunci més popular si tenim en compte el número total de visionats. El 2011 també es va emetre Roseanne’s Nuts, un reality protagonitzat per Barr, la seva parella Johnny Argent, i el seu fill Jake on es mostrava la seva vida treballant en una granja de macadàmies i aviram a l'illa de Hawaii, però va ser cancel·lat el setembre del mateix any.
L'agost de 2011 es va informar que Barr estava treballant en una nova sitcom juntament amb la cadena 20th Century Fox titulada provisionalment Downwardly Mobile. Steven Greener, el productor executiu de Roseanne's Nuts, també produiria aquesta sèrie. Es va contractar Eric Gilliland com a co-creador, guionista i productor executiu. La sèrie estava ambientada en una comunitat de caravanes gravada a través d'un sistema múltiple de càmeres. L'octubre de 2011 la cadena NBC va comprar-la i es va filmar un episodi pilot que mai es va arribar a emetre. Barr va afirmar que l'única raó del rebuig va ser la seva implicació en moviments polítics progressistes. En una entrevista a Politicker, Barr va afirmar que només van passar tres hores entre la posada en marxa i el tancament definitiu del projecte. L'agost de 2012 Barr va ser homenatjada a Comedy Central, amb la participació del seu ex-marit Tom Arnold.
L'estiu de 2014 Barr va fer de jutge a Last Comic Standing a la NBC, juntament amb Keenen Ivory Wayans i Russell Peters.
El 28 de novembre de 2014 va estrenar-se Momsters: When Moms Go Bad al canal Investigation Discovery, creat i presentat per ella mateixa.
El 28 d'abril de 2017 es va anunciar un retorn de vuit episodis de Roseanne amb el càsting original i produïda per Barr. La sèrie es va estrenar el 27 de març de 2018 a la cadena ABC, tot i que també es va negociar la seva emissió a través d'altres plataformes com ara Netflix. Es va acabar cancel·lant a mitja temporada a causa d'un tuit racista de la protagonista contra Valerie Jarret, exassessora d'Obama.

## Controvèrsia

### Himne nacional
El 25 de juliol de 1990 Barr va interpretar l'himne nacional dels Estats Units "The Star-Spangled Banner" abans d'un partit de beisbol entre els San Diego Padres i els Cincinnati Reds a l'estadi Jack Murphy. Tal com va afirmar més tard, tenia problemes per sentir-se a través del sistema de megafonia, així que va posar-se a cantar tan fort com va poder i al final la cançó va acabar sonant com un grinyol. Va finalitzar la seva interpretació de l'himne imitant algunes accions habituals entre els jugadors de beisbol, com ara escopir i agafar-se l'entrecuix per posar-se bé el suspensori. Barr va afirmar que els àrbitres l'havien encoratjat a "posar una mica d'humor a la cançó". Aquesta acció va tenir molta repercussió als mitjans de comunicació i molta gent es va sentir ofesa, fins i tot el president George H. W. Bush, que va titllar la seva interpretació de "vergonyosa". Barr va recuperar aquest incident en l'homenatge que se li va fer a Comedy Central l'any 2012, on va cantar els últims versos de l'himne nacional sense cridar.

### Tuit sobre Zimmerman
L'any 2014, els pares de George Zimmerman, un coordinador de patrulles veïnals conegut per haver disparat de mort a Trayvon Martin, però que després va ser absolt d'assassinat i homicidi en segon grau, van presentar una demanda contra Barr per tuitejar l'adreça de casa seva i el seu número de telèfon el 29 de març de 2012. Barr suposadament va tuitejar "He pensat que estaria bé fer saber a tothom que ningú pot amagar-se... si Zimmerman no és arrestat retuitejaré la seva adreça un altre cop -potser jo mateixa vaig a casa seva". Els parents de Zimmerman van alegar que Barr volia provocar que una "multitud anés a linxar-lo" a casa seva. El tribunal del Comtat de Seminole va reclamar-li més de 15000 $ per danys morals i invasió de la privacitat. L'agost de 2015, es va concedir una sentència sumària a favor de Barr.

### Tuit sobre Irlanda
El març de 2017 va acusar Irlanda d'antisemitisme i també va demanar que "es retornés als anglesos".

### Tuit sobre Valerie Jarrett
El maig de 2018 Barr va publicar un tuit racista contra l'exasessora presidencial d'Obama Valerie Jarrett que va provocar la cancel·lació immediata de la nova temporada de Roseanne (2018) per part de la cadena ABC.

## Activitat política

### Campanya presidencial de 2012
El 5 d'agost de 2011 Barr va anunciar la seva candidatura a la presidència pel Partit Verd dels Estats Units en les eleccions presidencials de 2012 al programa Tonight show with Jay Leno. La seva candidatura posava el focus en l'economia, la salut i la meditació. També va afirmar que li agradaria presentar-se a primera ministra d'Israel. En una entrevista al The Jewish Daily Forward va demanar més presència femenina en la política i la religió. El 19 de setembre de 2011 va participar en les protestes Occupy Wall Street parlant a favor dels manifestants. Més tard va afirmar que qualsevol banquer culpable de Wall Street hauria d'estar obligat a donar qualsevol benefici superior als 100 milions de dòlars, ser enviat a camps de reeducació, o ser executat per decapitació en cas de resistència. Barr va presentar la candidatura a la Comissió Electoral Federal el gener de 2012 i la va presentar formalment el 2 de febrer del mateix any.
El 14 de juliol de 2012, Barr va quedar segona darrere Jill Stein. Stein va escollir Cheri Honkala com a companya de campanya enlloc d'escollir a Barr. A canvi, el partit va donar-li un paper protagronista en la Convenció Nacional de Baltimore, però ella va decidir enviar un suplent (Farheen Hakeem) per parlar en nom seu. Hakeem va criticar el partit per no respectar la candidatura de Barr, i Barr va criticar en diverses ocasions a Jill Stein després de la derrota emetent alguns judicis transfòbics sobre Stein a Twitter.
Poc després de perdre la nominació al Partit Verd, Barr va anunciar que es presentaria pel Partit de la Pau i la Llibertat amb l'activista Cindy Sheehan com a companya de candidatura. El 4 d'agost de 2012, Barr va guanyar la candidatura presidencial del Partit de la Pau i la Llibertat. A partir d'aquest moment Cindy Sheehan va començar a tenir desacords amb Barr, tant sobre temes polítics, com per la campanya on-line i les afirmacions de Barr sobre Stein, cosa que la va portar a abandonar la campanya.
Barr va aparèixer a la papereta electoral de Colorado, Florida i Califòrnia. Com que no va poder-se votar des de Hawaii, va votar al president Obama. En total va acumular 67.326 vots a nivell nacional, quedant en la sisena posició global amb el 0,05% dels vots. Un equip de rodatge dirigit per Eric Weinrib va seguir a Barr durant tota la campanya per preparar el documental Roseanne for President!, que qüestionava la veracitat de la seva campanya. Malgrat tot, tant Barr com la seva família sempre van assegurar que el seu desig de ser presidenta era totalment cert.

#### Avals
- Partit Verd dels Estats Units
- National Organization for the Reform of Marijuana Laws
- Cyntia McKinney, candidata del Partit Verd dels Estats Units de 2008

### Suport a Donald Trump
Malgrat els seus posicionaments d'esquerres, Barr va pronunciar-se a favor del candidat republicà a la presidència Donald Trump en una entrevista a The Hollywood Reporter el juny de 2016, afirmant que creia que "serien molt afortunats si Trump guanyés. Perquè llavors no ho faria Hillary". Tanmateix, durant el mes de juliol ho va matisar en una notícia de la CNN afirmant que només es donava suport a ella mateixa com a presidenta, "M'apuntaré a totes les eleccions fins que guanyi".

## Filmografia

### Cinema
| Any  | Títol                              | Paper              | Observacions                                                              |
| ---- | ---------------------------------- | ------------------ | ------------------------------------------------------------------------- |
| 1989 | She-Devil                          | Ruth Patchett      |                                                                           |
| 1990 | Look Who's Talking Too             | Julie (veu)        | Nominada al Golden Raspberry Award per la pitjor actriu de repartiment    |
| 1991 | Freddy's Dead: The Final Nightmare | Dona sense fills   |                                                                           |
| 1993 | Even Cowgirls Get the Blues        | Madame Zoe         |                                                                           |
| 1995 | Blue in the Face                   | Dot                |                                                                           |
| 1997 | Meet Wally Sparks                  | Aparició estel·lar |                                                                           |
| 2000 | Cecil B. Demented                  | Aparició estel·lar |                                                                           |
| 2001 | Joe Dirt                           | Mare de Joe Dirt   | Escenes eliminades, substituïda per Caroline Aaron a la versió definitiva |
| 2004 | Home on the Range                  | Maggie (veu)       |                                                                           |
| 2014 | Master of the Good Name            | Ruth               | co-protagonitzada amb Mayim Bialik                                        |
| 2016 | Roseanne For President!            | Ella mateixa       | Documental sobre la seva campanya presidencial de 2012                    |

### Televisió (actriu)
| Any       | Títol                        | Paper                               | Observacions |
| --------- | ---------------------------- | ----------------------------------- | --- |
| 1988–2018 | Roseanne                     | Roseanne Harris-Conner              | 229 episodis Productora 1990-1991 Co-productora executiva Productora executiva 1992-1997 Directora de dos episodis 1995 -1996 |
| 1991      | Backfield in Motion          | Nancy Seavers                       | Pel·lícula de televisió (també productora executiva)                                                                          |
| 1992      | A Different World            | Looting Wife (no acreditada)        | 1 episodi |
| 1992      | The Rosey and Buddy Show     | Rosey (veu)                         | Pel·lícula de televisió (també creadora, guionista i productora executiva)                                                    |
| 1992      | The Jackie Thomas Show       | Regina                              | 2 episodis (productora executiva de 18 episodis)                                                                              |
| 1993      | The Woman Who Loved Elvis    | Joyce Jackson                       | Pel·lícula de televisió (també productora executiva)                                                                          |
| 1993–95   | The Larry Sanders Show       | Roseanne                            | 3 episodis |
| 1994      | General Hospital             | Jennifer Smith                      | 1 episodi |
| 1995      | Women of the House           | Roseanne                            | 1 episodi |
| 1997      | 3rd Rock from the Sun        | Janet                               | 2 episodis |
| 1997      | The Nanny                    | Sheila                              | 1 episodi |
| 2006      | My Name Is Earl              | Millie Banks                        | 1 episodi |
| 2012      | Downwardly Mobile            | Rose Davis                          | Capítol pilot no emès co-protagonitzat amb John Goodman (també creadora i productora executiva)                               |
| 2013      | Portlandia                   | Alcaldessa interina/Nova alcaldessa | 2 episodis |
| 2013      | The Office                   | Carla Fern                          | 2 episodis |
| 2013–14   | Teenage Mutant Ninja Turtles | Kraang Prime                        | 6 episodis |
| 2014      | The Millers                  | Darla                               | 1 episodi |
| 2015      | Cristela                     | Veronica                            | 2 episodis |

### Televisió (presentadora/reality)
| Any       | Títol                             | Paper                                                            | Observacions                                       |
| --------- | --------------------------------- | ---------------------------------------------------------------- | -------------------------------------------------- |
| 1990      | Roseanne: Live from Trump Castle  | Ella mateixa (també guionista, directora i productora executiva) | HBO Comedy Special                                 |
| 1994      | MTV Video Music Awards            | Presentadora                                                     | Primera dona presentadora                          |
| 1998–2000 | The Roseanne Show                 | Presentadora (també productora executiva)                        | 77 episodis                                        |
| 2003      | The Real Roseanne Show            | Presentadora (també productora executiva)                        | 2 episodis (+11 no emesos)                         |
| 2006      | Roseanne Barr: Blonde and Bitchin | Ella mateixa (també guionista i productora executiva)            | HBO Comedy Special                                 |
| 2009      | The Tipping Point                 | Presentadora (també creadora i productora executiva)             | Episodi pilot no emès d'un programa sobre política |
| 2011      | Roseanne's Nuts                   | Ella mateixa (també productora executiva)                        | 16 episodis                                        |
| 2012      | Comedy Central Roast of Roseanne  | Homenatjada                                                      |                                                    |
| 2014–15   | Last Comic Standing               | Jutge                                                            | 19 episodis                                        |
| 2014–15   | Momsters: When Moms Go Bad        | Presentadora                                                     | 7 episodis                                         |

## Premis
Roseanne Barr té una estrella al Passeig de la fama de Hollyood situada a la cara nord del bloc 6700 de Hollywood Boulevard.
| Any  | Premi                     | Categoria                                                    | Treball                                 | Resultat   |
| ---- | ------------------------- | ------------------------------------------------------------ | --------------------------------------- | ---------- |
| 1988 | American Comedy Award     | Intèrpret femenina més divertida en un especial de televisió | On Location: The Roseanne Barr Show     | Guanyadora |
| 1988 | Golden Globe Award        | Millor actriu - Sèrie de televisió musical o comèdia         | Roseanne                                | Nominada   |
| 1989 | American Comedy Award     | Intèrpret femenina més divertida en un especial de televisió | Roseanne                                | Guanyadora |
| 1989 | People's Choice Awards    | Artista femenina favorita en un nou programa de televisió    | Roseanne                                | Guanyadora |
| 1990 | American Comedy Award     | Intèrpret femenina més divertida en un especial de televisió | Roseanne                                | Nominada   |
| 1990 | People's Choice Awards    | Intèrpret de televisió femenina favorita                     | Roseanne                                | Guanyadora |
| 1990 | People's Choice Awards    | Intèrpret femenina favorita                                  | Roseanne                                | Guanyadora |
| 1990 | Golden Raspberry Award    | Pitjor actriu de repartiment                                 | Look Who's Talking Too                  | Nominada   |
| 1991 | Golden Globe Award        | Millor actriu - Sèrie de televisió musical o comèdia         | Roseanne                                | Nominada   |
| 1992 | Golden Globe Award        | Millor actriu - Sèrie de televisió musical o comèdia         | Roseanne                                | Nominada   |
| 1992 | Emmy Award                | Actriu principal més destacada en sèries de comèdia          | Roseanne                                | Nominada   |
| 1992 | Golden Globe Award        | Millor actriu - Sèrie de televisió musical o comèdia         | Roseanne                                | Nominada   |
| 1993 | American Comedy Award     | Intèrpret femenina més divertida en una sèrie de televisió   | Roseanne                                | Guanyadora |
| 1993 | GLAAD Media Awards        | Vanguard Award                                               | (compartit amb Tom Arnold)              | Guanyadora |
| 1993 | Emmy Award                | Actriu principal més destacada en sèries de comèdia          | Roseanne                                | Guanyadora |
| 1993 | Golden Globe Award        | Millor actriu - Sèrie de televisió musical o comèdia         | Roseanne                                | Guanyadora |
| 1994 | Emmy Award                | Actriu principal més destacada en sèries de comèdia          | Roseanne                                | Nominada   |
| 1994 | Golden Globe Award        | Millor actriu - Sèrie de televisió musical o comèdia         | Roseanne                                | Nominada   |
| 1994 | People's Choice Awards    | Intèpret femenina de televisió favorita                      | Roseanne                                | Guanyadora |
| 1994 | Screen Actors Guild Award | Actuació destacada d'una actriu en sèries de còmedia         | Roseanne                                | Nominada   |
| 1995 | Emmy Award                | Actriu principal més destacada en sèries de comèdia          | Roseanne                                | Nominada   |
| 1995 | People's Choice Awards    | Intèpret femenina de televisió favorita                      | Roseanne                                | Guanyadora |
| 1996 | American Comedy Award     | Intèrpret femenina més divertida en una sèrie de televisió   | Roseanne                                | Nominada   |
| 1999 | Emmy Award                | Presentadora destacada en programes d'entrevistes            | The Roseanne Show                       | Nominada   |
| 2008 | TV Land Award             | Premi a la innovació                                         | Roseanne (compartit amb tot el càsting) | Guanyadora |